# Lokomotiva Tomáš (6. řada)
6. řada seriálu Lokomotiva Tomáš je šestou sérií tohoto seriálu. Režíroval ji David Mitton. Poprvé byla vysílána od 16. září 2002 do 21. října 2002 na britské verzi stanice Nick Jr., v České republice na JimJamu v roce 2009.

## Seznam dílů
| Č. v seriálu | Č. v řadě | Původní název                       | český název                        | Režie         | Scénář                                      | Premiéra ve VB |
| ------------ | --------- | ----------------------------------- | ---------------------------------- | ------------- | ------------------------------------------- | -------------- |
| 131          | 1         | Salty's Secret                      | Tajemství Mořského vlka            | David Mitton  | Robin Kingsland                             | 16. září 2002  |
| 132          | 2         | Harvey to the Rescue                | Harvey zachraňuje                  | David Mitton  | Jonathan Trueman                            | 17. září 2002  |
| 133          | 3         | No Sleep for Cranky                 | Klika se nevyspí                   | David Mitton  | Paul Larson                                 | 18. září 2002  |
| 134          | 4         | A Bad Day for Harold the Helicopter | Smolný den vrtulníka Harolda       | David Mitton  | námět: David Mitton scénář: Simon Nicholson | 19. září 2002  |
| 135          | 5         | Elizabeth the Vintage Lorry         | Veterán Alžběta                    | David Mitton  | Paul Larson                                 | 20. září 2002  |
| 136          | 6         | The Fogman                          | Cyril                              | David Mitton  | námět: David Mitton scénář: Simon Nicholson | 23. září 2002  |
| 137          | 7         | Jack Jumps In                       | Honza jde do práce                 | Steve Asquith | Jonathan Trueman, Phil Fehrle a Abi Grant   | 24. září 2002  |
| 138          | 8         | A Friend in Need                    | V nouzi poznáš přítele             | Steve Asquith | Jonathan Trueman, Phil Fehrle a Abi Grant   | 25. září 2002  |
| 139          | 9         | It's Only Snow                      | Je to jen sníh                     | David Mitton  | námět: David Mitton scénář: James Mason     | 26. září 2002  |
| 140          | 10        | Twin Trouble                        | Potíže s dvojčaty                  | David Mitton  | Brian Trueman                               | 27. září 2002  |
| 141          | 11        | The World's Strongest Engine        | Nejsilnější mašinka na světě       | David Mitton  | námět: David Mitton scénář: Paul Larson     | 30. září 2002  |
| 142          | 12        | Scaredy Engines                     | Bojácné mašinky                    | David Mitton  | námět: David Mitton scénář: Robin Kingsland | 1. října 2002  |
| 143          | 13        | Percy and the Haunted Mine          | Percy a strašidelný důl            | David Mitton  | námět: David Mitton scénář: Robyn Charteris | 2. října 2002  |
| 144          | 14        | Middle Engine                       | Uprostřed                          | David Mitton  | námět: David Mitton scénář: Brian Trueman   | 3. října 2002  |
| 145          | 15        | James and the Red Balloon           | Jakub a červený balón              | David Mitton  | námět: David Mitton scénář: Jenny McDade    | 4. října 2002  |
| 146          | 16        | Jack Frost                          | Ledový skřet                       | David Mitton  | námět: David Mitton scénář: Paul Larson     | 7. října 2002  |
| 147          | 17        | Gordon Takes a Tumble               | Gordon padá                        | David Mitton  | námět: David Mitton scénář: Robin Kingsland | 8. října 2002  |
| 148          | 18        | Percy's Chocolate Crunch            | Percyho čokoládová poleva          | David Mitton  | námět: David Mitton scénář: Brian Trueman   | 9. října 2002  |
| 149          | 19        | Buffer Bother                       | Trápení s nárazníky                | David Mitton  | Ross Hastings                               | 10. října 2002 |
| 150          | 20        | Toby Had a Little Lamb              | Toby a jehňátka                    | David Mitton  | Jenny McDade                                | 11. října 2002 |
| 151          | 21        | Thomas, Percy and the Squeak        | Tomáš, Percy a podivné pištění     | David Mitton  | námět: David Mitton scénář: Jenny McDade    | 14. října 2002 |
| 152          | 22        | Thomas the Jet Engine               | Proudová mašinka Tomáš             | David Mitton  | námět: David Mitton scénář: Ross Hastings   | 15. října 2002 |
| 153          | 23        | Edward the Very Useful Engine       | Eduard - nanejvýš užitečná mašinka | David Mitton  | David Mitton                                | 16. října 2002 |
| 154          | 24        | Dunkin' Duncan                      | Duncan se koupe                    | David Mitton  | námět: David Mitton scénář: Jenny McDade    | 17. října 2002 |
| 155          | 25        | Rusty Saves the Day                 | Rusty zachraňuje                   | David Mitton  | námět: David Mitton scénář: Paul Larson     | 18. října 2002 |
| 156          | 26        | Faulty Whistles                     | Porouchané píšťaly                 | David Mitton  | námět: David Mitton scénář: Ross Hastings   | 21. října 2002 |

## Postavy

### Nově představené postavy
- Harvey
- Salty (Mořský vlk)
- Elizabeth (Alžběta)
- Jack (Honza)
- Alfie
- Oliver (bagr)
- Monty
- Max
- Kelly
- Byron
- Ned
- Isobella
- Cyril
- Jenny Packardová
- farmář Mccoll